# Barracão (Rio Grande do Sul)
Barracão is een gemeente in de Braziliaanse deelstaat Rio Grande do Sul. De gemeente telt 5.401 inwoners (schatting 2009).

## Aangrenzende gemeenten
De gemeente grenst aan Esmeralda, Lagoa Vermelha, Machadinho, Pinhal da Serra, São José do Ouro, Tupanci do Sul, Campos Novos (SC) en Zortéa (SC).

## Verkeer en vervoer
De plaats ligt aan de wegen BR-470 en RS-343.